# Ferrari 612 Scaglietti
Ferrari 612 Scaglietti — четырехместный автомобиль класса гран туризмо итальянского автоконцерна Ferrari. Был представлен в 2004 году. Кузова создавались на заводе Ferrari Carrozzeria Scaglietti в Модене, Италия. Затем их доставляли на завод Ferrari, расположенный в Маранелло, устанавливали двигатель V12 и формировали салон. Всего было выпущено 3025 автомобилей, из которых только 199 были оснащены механической коробкой передач. Ferrari 612 был заменен на Ferrari FF в 2011 году.
В 2007 году Ferrari объявила о наличии роботизированной коробки передач SuperFast (F1) и новой электрохроматической стеклянной крыши, которая может подкрашиваться и осветляться нажатием кнопки. В начале 2008 года на автосалоне в Женеве Ferrari представила модель One-To-One (OTO) и после этого 612 были доступны только через этот специальный процесс заказа. Программа OTO продвинула каталог опций в рамках существующей программы Carrozzeria Scaglietti. Клиенты подобрали большое разнообразие вариантов от кожаных образцов до тормозных суппортов. Хотя программа OTO была запущена на 612 Scaglietti, она была расширена на весь модельный ряд Ferrari.

## Характеристики
612 — второй, после 360 Modena, полностью алюминиевый автомобиль Ferrari. Его пространственная рама изготавливается из прессованных материалов и отливок, а затем приваривается алюминиевый корпус. Шасси 612 легло в основу флагмана Grand Tourrer 599 GTB.
Двигатель имеет степень сжатия 11:1 и позволяет автомобилю развивать максимальную скорость 323 км/ч и набирать 100 км/ч за 4,2 секунды. Объём двигателя — 5748 см3. На 612 были доступны два варианта трансмиссии: 6-ступенчатая механическая коробка передач и 6-ступенчатая полуавтоматическая коробка передач с обозначением F1A — модификация F1, используемой в 360.

## Модификации

### 612 Sessanta

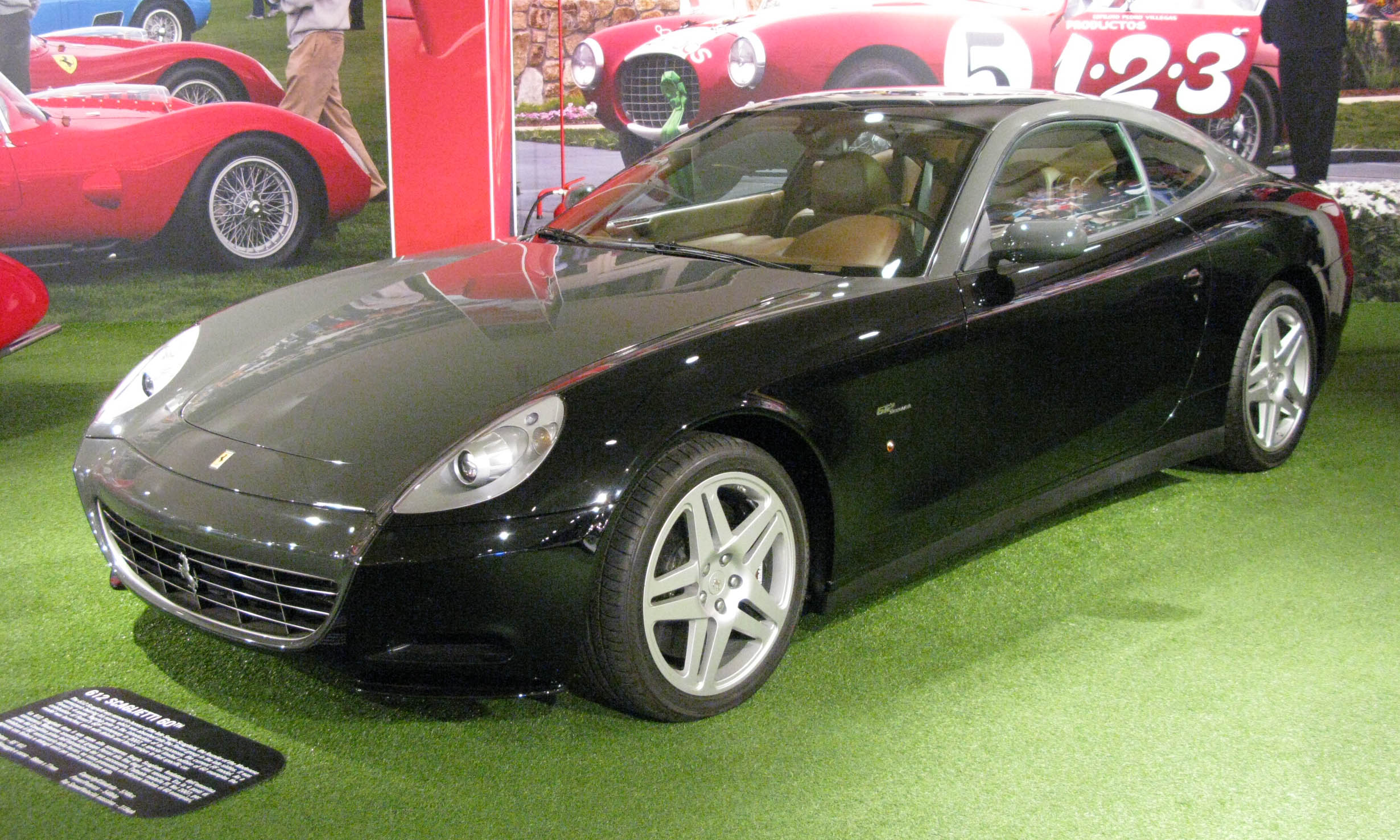
Ferrari 612 Sessanta

612 Sessanta (с итальянского «шестьдесят») является ограниченным (60 единиц, выпущены в 2007) вариантом 612, посвященной 60-летию компании. В стандартную комплектацию входили 19-дюймовые кованые алюминиевые колеса, черные хромированные выхлопные наконечники, автоматическая коробка передач F1, трёхпозиционная электрохромная стеклянная крыша, кнопка зажигания пуск/стоп на руле, информационно-развлекательная система Bose и двухцветная окраска.
Доступными были только два варианта цвета для Sessanta: тёмно-серый (от винтажной цветовой палитры Ferrari’s Classic Colors 50-х-60-х годов) / чёрный с тёмно-серой боковой линией и рубино микализатто (рубиново-красная слюда) / Неро Дайтона (черный металлик) с боковой линией.
Большинство автомобилей были окрашены в двухцветную цветовую гамму, но несколько автомобилей были заказаны в однотонных цветах.